# Osini

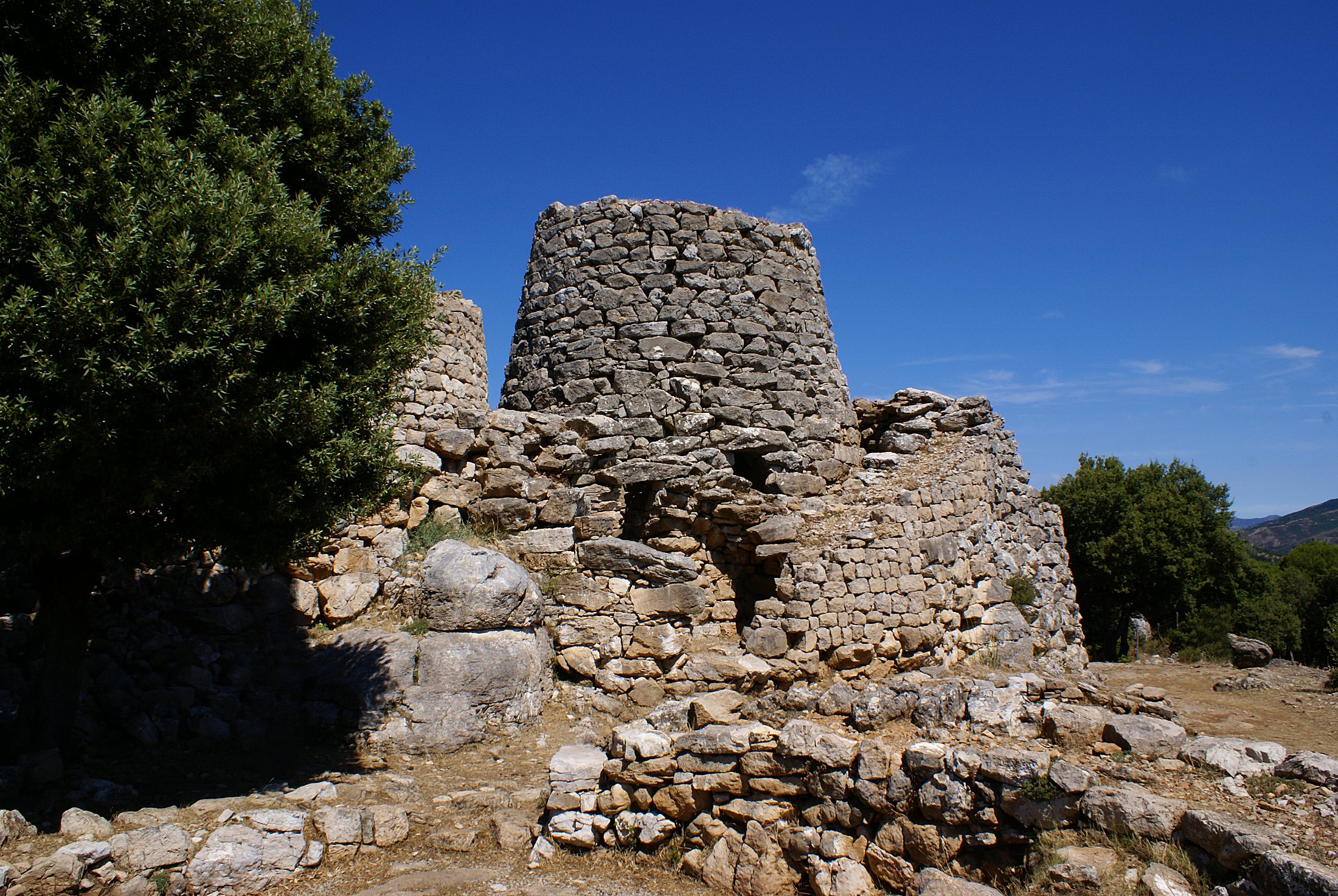
Nuraghe Serbissi

Osini ist eine italienische Gemeinde (comune) mit 691 Einwohnern (Stand 31. Dezember 2024) in der Provinz Ogliastra auf Sardinien. Die Gemeinde liegt etwa 18 Kilometer südöstlich von Tortolì. Die Gemeinde besteht aus vier Gebietsinseln in der Provinz.

## Geschichte
Mehrere Nuraghen darunter die Nuraghe Serbissi befinden sich in der Gemeinde.